# Cernoy-en-Berry
Cernoy-en-Berry è un comune francese di 469 abitanti situato nel dipartimento del Loiret nella regione del Centro-Valle della Loira.

## Società

### Evoluzione demografica
Abitanti censiti